# Rahsaan Rahsaan
Rahsaan Rahsaan est un album de Roland Kirk sorti en 1970.

## Description
Rahsaan Rahsaan est enregistré durant une série de concerts au Village Vanguard en mai 1970. C’est un album particulier dans la carrière de Roland Kirk qui y expérimente beaucoup, notamment sur la longue suite The Seeker .

## Pistes
1. The Seeker  (17:18)
2. Satin Doll  (2:17)
3. Sweet Fire  (1:38)
4. Going Home  (4:46)
5. Sentimental Journey  (6:10)
6. In Monument  (3:19)
7. Lover  (4:48)
8. Baby Let Me Shake Your Tree

## Musiciens
- Roland Kirk – Saxophone ténor, flûte, clarinette, harmonica, chant
- Dick Griffith - Trombone
- Howard Johnson - Tuba
- Leroy Jenkins  Violon
- Ron Burton - Piano
- Sonelius Smith - Celesta, piano
- Vernon Martin - Contrebasse
- James Madison - Batterie
- Alvern Bunn - Congas
- Joe Habad Texidor - Tambourin